# Cosmosoma excors
Cosmosoma excors är en fjärilsart som beskrevs av Max Wilhelm Karl Draudt 1915. Cosmosoma excors ingår i släktet Cosmosoma och familjen björnspinnare. Inga underarter finns listade i Catalogue of Life.